# Crnogorski perun
Crnogorski perun (crnogorski: Црногорски перун) je novac Crne Gore iz 1851. godine.

## Povijesna podloga
Za vrijeme vladavine Petra II. Petrovića Njegoša Crna Gora je doživjela snažan državotvorni zamah. Osnivanje Senata i njegovih izvršnih i mjesnih organa, formiranje financija, afirmacija u međunarodnim okvirima, značilo je mnogo za obnovljenu državu. Ovaj proces unutrašnje konsolidacije praćen je na vanjskom planu stalnim borbama s Osmanlijama i težnjom da se i formalno-pravno potvrdi nezavisna crnogorska država. U takvim okolnostima, izrada vlastitog novca bila je nužna ne samo kao praktična potreba crnogorske države, već i kao izraz potvrđivanja dostignuta stupnja u državnoj izgradnji i međunarodnoj afirmaciji.
Do početka 20. stoljeća u Crnoj Gori je kao platežno sredstvo korišten novac stranih država, jer nisu postojali politički i gospodarski uvjeti da Crna Gora kuje vlastiti novac. Povijest bilježi pokušaj vladara Petra II. Petrovića Njegoša na kovanje crnogorskog novca, koji se trebao zvati Perun. Prema nekim podatcima, vladar je prije smrti iskovao 32 komada ovog novca koje je na poklon darivao prijateljima. Ali, kako nitko od njegovih suvremenika nije zabilježio kovanje peruna, niti je ijedan očuvani primjerak do danas pronađen, mala je mogućnost da je zlatni perun ikada iskovan. Jedini preostali dokaz o Njegoševim planovima je otisak peruna u crvenom vosku koji se čuva u Cetinju. Njegovu veliku želju za kovanjem novca Crne Gore ostvario je knjaz, odnosno kralj Nikola I. Petrović.

## Njegošev perun
Ideju za kovanje crnogorskoga novca Njegošu dao je Carl Mayer Rotschild, bankar i financijski magnat, tijekom njihova susreta u Napulju, u ožujku 1851. godine. Dugo se o ovome novcu gotovo ništa nije znalo. Neki istraživači smatraju da je prerana Njegoševa smrt uvjetovala kovanje samo jednoga primjerka, po drugima napravljen je samo probni uzorak, dok ni pretpostavka koju navodi Živko Dragović da je iskovano ukupno 32 primjerka Njegoševog novca, nije za odbacivanje. Iz sasvim nedavnih istraživanja vidi se da se jedan primjerak nalazi u vlasništvu bivše talijanske vladarske dinastije. O Njegoševom novcu se i danas malo zna. Postoji samo jedan opipljiv dokaz, njegov otisak u crvenom vosku, na kome se nalazi tekst: ЦРНА ГОРА (CRNA GORA) i godina 1851. (avers) i ЗЛАТНЫИ ПЕРУНЪ (ZLATNI PERUN) s naznačenom vrijednošću od dva talira (revers).

## Vanjske poveznicee
- Muzej novca u Cetinju